# Bozakites ruficeps
Bozakites ruficeps là một loài tò vò trong họ Ichneumonidae.